# ويليام تايلور (سياسي أمريكي، مواليد 1791)
ويليام تايلور (بالإنجليزية: William Taylor)‏ هو سياسي أمريكي، ولد في 12 أكتوبر 1791، وتوفي في 16 سبتمبر 1865. نشط حزبياً في الحزب الديمقراطي. وقد انتخب عضو مجلس النواب الأمريكي.